# 南葛城郡

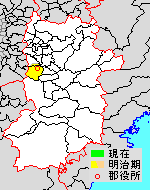
奈良県南葛城郡の範囲

南葛城郡（みなみかつらぎぐん）は、奈良県にあった郡。

## 郡域
1897年（明治30年）に行政区画として発足した当時の郡域は、御所市および葛城市の一部（忍海・新町・南花内・薑・林堂・西辻・山田・平岡・山口・笛吹・脇田・梅室）にあたる。

## 歴史
- 明治30年（1897年）

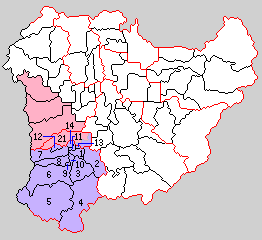
1.御所町 2.掖上村 3.秋津村 4.葛村 5.葛城村 6.吐田郷村 7.櫛羅村 8.楢原村 9.鎌田村 10.三室村 11.東松本村 12.小林村 13.竹田村 14.西松本村 21.忍海村（紫：御所市 赤：葛城市）

  - 4月1日 - 郡制の施行のため、葛上郡・忍海郡の区域をもって南葛城郡が発足。特記以外は現・御所市。（1町15村）
    - 旧・葛上郡（1町14村） - 御所町、掖上村、秋津村、葛村、葛城村、吐田郷村、櫛羅村、楢原村、鎌田村、三室村、東松本村、小林村、竹田村、西松本村
    - 旧・忍海郡（1村） - 忍海村（現・葛城市、御所市）

  - 8月1日 - 郡制を施行。郡役所が御所町に設置。
- 大正4年（1915年）1月1日 - 櫛羅村・東松本村・竹田村・鎌田村・小林村・楢原村・三室村・西松本村（櫛羅村外七ヶ村組合村）が合併して大正村が発足。（1町7村）
- 大正12年（1923年）4月1日 - 郡会が廃止。郡役所は存続。
- 大正15年（1926年）7月1日 - 郡役所が廃止。以降は地域区分名称となる。
- 昭和29年（1954年）1月1日 - 秋津村が御所町に編入。（1町6村）
- 昭和30年（1955年）2月1日 - 掖上村が御所町に編入。（1町5村）
- 昭和31年（1956年）
  - 5月3日 - 忍海村が北葛城郡新庄町に編入。（1町4村）
  - 7月10日 - 御所町が北葛城郡新庄町の一部（東辻・北十三）を編入。
  - 9月1日 - 葛城村・吐田郷村が合併して葛上村が発足。（1町3村）
- 昭和32年（1957年）10月1日 - 御所町が北葛城郡新庄町の一部（柳原・出屋敷・今城）を編入。
- 昭和33年（1958年）3月31日 - 御所町・葛村・葛上村・大正村が合併して御所市が発足。同日南葛城郡消滅。奈良県内では1897年の郡の再編以来、初の郡消滅となった。

### 変遷表
| 明治22年以前 | 旧郡   | 明治29年3月29日 | 明治29年 - 昭和20年  | 昭和20年 - 昭和30年         | 昭和31年 - 現在                     | 昭和31年 - 現在                     | 現在   |
| ------------ | ------ | --------------- | -------------------- | --------------------------- | ----------------------------------- | ----------------------------------- | ------ |
|              | 葛上郡 | 御所町          | 御所町               | 御所町                      | 御所町                              | 昭和33年3月31日 御所市              | 御所市 |
|              | 葛上郡 | 秋津村          | 秋津村               | 昭和29年1月1日 御所町に編入 | 御所町                              | 昭和33年3月31日 御所市              | 御所市 |
|              | 葛上郡 | 掖上村          | 掖上村               | 掖上村                      | 昭和30年2月1日 御所町に編入         | 昭和33年3月31日 御所市              | 御所市 |
|              | 葛上郡 | 葛村            | 葛村                 | 葛村                        | 葛村                                | 昭和33年3月31日 御所市              | 御所市 |
|              | 葛上郡 | 櫛羅村          | 大正4年1月1日 大正村 | 大正村                      | 大正村                              | 昭和33年3月31日 御所市              | 御所市 |
|              | 葛上郡 | 楢原村          | 大正4年1月1日 大正村 | 大正村                      | 大正村                              | 昭和33年3月31日 御所市              | 御所市 |
|              | 葛上郡 | 鎌田村          | 大正4年1月1日 大正村 | 大正村                      | 大正村                              | 昭和33年3月31日 御所市              | 御所市 |
|              | 葛上郡 | 三室村          | 大正4年1月1日 大正村 | 大正村                      | 大正村                              | 昭和33年3月31日 御所市              | 御所市 |
|              | 葛上郡 | 東松本村        | 大正4年1月1日 大正村 | 大正村                      | 大正村                              | 昭和33年3月31日 御所市              | 御所市 |
|              | 葛上郡 | 西松本村        | 大正4年1月1日 大正村 | 大正村                      | 大正村                              | 昭和33年3月31日 御所市              | 御所市 |
|              | 葛上郡 | 小林村          | 大正4年1月1日 大正村 | 大正村                      | 大正村                              | 昭和33年3月31日 御所市              | 御所市 |
|              | 葛上郡 | 竹田村          | 大正4年1月1日 大正村 | 大正村                      | 大正村                              | 昭和33年3月31日 御所市              | 御所市 |
|              | 葛上郡 | 吐田郷村        | 吐田郷村             | 吐田郷村                    | 昭和31年9月1日 葛上村               | 昭和33年3月31日 御所市              | 御所市 |
|              | 葛上郡 | 葛城村          | 葛城村               | 葛城村                      | 昭和31年9月1日 葛上村               | 昭和33年3月31日 御所市              | 御所市 |
|              | 忍海郡 | 忍海村          | 忍海村               | 忍海村                      | 昭和31年5月3日 北葛城郡新庄町に編入 | 昭和31年5月3日 北葛城郡新庄町に編入 | 葛城市 |

## 行政
歴代郡長
| 代 | 氏名 | 就任年月日               | 退任年月日                | 備考                   |
| -- | ---- | ------------------------ | ------------------------- | ---------------------- |
| 1  |      | 明治30年（1897年）8月1日 |                           |                        |
|    |      |                          | 大正15年（1926年）6月30日 | 郡役所廃止により、廃官 |